# Gare de Calais - Fréthun
Ne doit pas être confondu avec Gare de Calais-Ville, Terminal de Coquelles du tunnel sous la Manche ou Gare de Fretin.
La gare de Calais - Fréthun est une gare ferroviaire française de la LGV Nord, située sur le territoire de la commune de Fréthun, à sept kilomètres de Calais (département du Pas-de-Calais, région Hauts-de-France), et à proximité du tunnel sous la Manche et du terminal de Coquelles.
Mise en service en 1993 par la Société nationale des chemins de fer français (SNCF) à l'ouverture de la LGV précitée, et remplaçant la gare de Fréthun qui se trouvait quasiment au même emplacement, elle est desservie par des TGV inOui et des TER (dont TERGV). Elle dispose par ailleurs d'un site réservé aux trains de fret.

## Situation ferroviaire
Établie à 23 mètres d'altitude, la gare de Calais - Fréthun est située au point kilométrique (PK) 112,645 de la ligne de Fretin à Fréthun (LGV Nord – branche de Calais), entre la gare de Lille-Europe et l'entrée du tunnel sous la Manche, et au PK 286,892 de la ligne de Boulogne-Ville à Calais-Maritime, entre les gares de Pihen et des Fontinettes.

## Histoire
La construction du tunnel sous la Manche, de la LGV, de la gare de Calais - Fréthun et du terminal Eurotunnel ont entraîné un remaniement du tracé de la ligne classique, ainsi que la destruction de l'ancienne gare de Fréthun,. Cependant, les vestiges de l'ancienne plate-forme ferroviaire sont visibles au nord-est de la gare de Calais - Fréthun, mise en service en septembre 1993.
Le 26 mai 2001, la gare est le point de départ de l'« opération Sardine », à destination de Marseille-Saint-Charles.
Entre septembre et décembre 2024, des travaux se déroulent en gare ; d'un coût de quatre millions d'euros, ils consistent principalement à rehausser les quais.

## Fréquentation
En 2023, selon les estimations de la SNCF, la fréquentation annuelle de la gare est de 743 226 voyageurs. Ce nombre s'élève à 688 087 en 2022, 497 057 en 2021, à 415 684 en 2020 et 773 711 en 2019.

## Service des voyageurs

### Accueil
Gare de la SNCF, elle dispose d'un bâtiment voyageurs, avec guichet, ouvert tous les jours ; des automates permettant l'achat de titres de transport sont également disponibles. Des équipements rendent accessible cette gare aux personnes à la mobilité réduite, notamment des ascenseurs facilitant le cheminement entre ses différents niveaux et parties.
Elle est en outre équipée de toilettes, du Wi-Fi, d'un défibrillateur et d'une boîte aux lettres. Des distributeurs alimentaires se trouvent dans le hall.

### Desserte
La gare voyageurs de Calais - Fréthun comporte en fait deux gares, chacune étant spécialisée selon le type de desserte (internationale ou nationale) :
- une première sur la LGV Nord, en hauteur, destinée aux trains internationaux Eurostar (vers Londres ou Bruxelles), dans laquelle il était demandé aux voyageurs se rendant au Royaume-Uni — départ effectué sur la voie 3 — de se présenter au moins 30 minutes avant l'heure de départ du train pour les contrôles douaniers[1]. Toutefois, Eurostar a cessé de desservir cette gare en mars 2020 (du fait des conséquences de la pandémie de Covid-19 sur les déplacements internationaux puis sur les finances de la compagnie), aucune reprise n'étant finalement prévue[10] ;

- une deuxième sur la ligne Boulogne – Calais, en contrebas de la première, qui est une halte desservie par les trains nationaux suivants[8] :
  - des TGV (lignes TGV inOui reliant Paris à Boulogne-sur-Mer — voire Étaples et Rang-du-Fliers —, ou Calais-Ville, via Arras, Lille et Calais - Fréthun ; ces trains, assurant aussi le service régional TERGV, quittent la LGV peu avant l'arrivée en gare puis rebroussent dans cette dernière pour atteindre la Côte d'Opale, excepté la direction de Calais-Ville qui ne nécessite pas le rebroussement précité),
  - des trains régionaux du réseau TER Hauts-de-France (ligne de Calais-Ville à Rang-du-Fliers — voire Amiens — via Calais - Fréthun, Boulogne-sur-Mer et Étaples, comprenant en outre des arrêts dans les diverses gares et haltes du parcours).

### Intermodalité
Un service de location de voiture, deux parkings et un parc à vélos sont disponibles.
Par ailleurs, les autobus des lignes 6 et 12 (Prox'in) du réseau Imag'in desservent la gare. Enfin, il existe un service de navettes par autocar, permettant de relier cette gare à celle de Calais-Ville.

## Service des marchandises
Une gare fret, située en parallèle de la boucle de retournement des navettes Le Shuttle, se trouve sur la ligne à destination de Calais-Ville. Des contrôles douaniers y sont effectués avant l'accès au tunnel sous la Manche.